# Esplanada (Bahía)
Esplanada es un municipio brasileño del estado de Bahía. Su población estimada en 2004 era de 29.295 habitantes.
Está situado en la Microrregión del Litoral Norte de Bahía y dista 160,3 km de la capital del Estado (Salvador) y 140 km en línea recta, teniendo como principales vías de acceso la BR 101, BA 110 y la Línea Verde ( BA 099). 
Esplanada se encuentra en la Cuenca del río Itapicuru, teniendo como componentes los ríos inhambupe, Subauma, Itariri y el río del Buey.

## Demografía
De acuerdo con el censo del IBGE, en 2006, la población del municipio de Esplanada actualmente es de 31.118 habitantes. La mayoría reside en la zona urbana (19.828 habitantes) y en la zona rural apenas 11.290 habitantes. La tasa de urbanización es del 63,7%

## Playas
- Playa de la Barra del Río Inhambupe
- Playa de Baixio